# Antonio Pardo Casas
Antonio Pardo Casas (Burgos, 2 de agosto de 1909 - Estépar, 9 de octubre de 1936) fue un periodista español.

## Biografía
Nació el 2 de agosto de 1909 y fue inscrito en el registro civil de Burgos al día siguiente. Sus padres eran Antonio Pardo Fernández, jornalero, y Ramona Emilia Casas. Entre 1912 y 1921, cursó los estudios primarios en la escuela privada de los maristas, donde recibió una educación católica y tradicionalista que influyó con fuerza en él. Posteriormente, permaneció vinculado a los maristas e ingresó como seminarista, pero no duró más que unos meses.
Marchó a Madrid para buscar trabajo, y quedó impresionado por los cambios que se estaban produciendo en España. Empezó a escribir abordando diversos géneros: poesía, prosa, letras de tangos, teatro y artículos. En 1931, cuando se proclamó la República, regresó a Burgos. Sus escritos, anteriormente inspirados por la pura estética, adquirieron tintes ideológicos republicanos y de izquierdas. En esta etapa, escribió para diversas publicaciones, como La Libertad y El Socialista Alavés. Vivió durante dos años en Vitoria y en 1934 regresó a Burgos y contrajo matrimonio con Antonia Martínez.
En 1935, cofundó la revista mensual Burgos Gráfico; y en 1936, la Agrupación Teatral Arte. Frecuentó la tertulia El Ciprés, en la que coincidió con otros intelectuales como Eduardo de Ontañón.
Poco después del golpe de Estado del 18 de julio de 1936, fue detenido por el bando sublevado. Circuló la leyenda de que el motivo es que Antonio Pardo había acusado a un sacerdote de pederastia —y a la Iglesia de encubrimiento— en un editorial de 1935 en Burgos Gráfico, todo lo cual fue corroborado dos años después por el secretario judicial Antonio Ruiz Vilaplana, contemporáneo de los hechos. En la noche del 8 al 9 de octubre de 1936, fue fusilado junto con otras 23 personas, entre ellas su amigo Antonio José, y enterrado en una fosa común en el monte de Estépar.